# Route nationale 97
Die Route nationale 97, kurz N 97 oder RN 97, war eine französische Nationalstraße, die 1824 zwischen Toulon und Antibes festgelegt wurde. Sie geht auf die Route impériale 116 zurück. Ihre Länge betrug 138 Kilometer. 1828 wurde sie auf den 53 Kilometer langen Abschnitt zwischen Toulon und Le Luc reduziert, da die Nationalstraße 7 eine neue Führung enthielt, wofür die N 97 einen Teil abgeben musste. Die Ausschilderung auf dieser Trasse blieb aber noch für etwa 100 Jahre bestehen. 2006 wurde die N 97 abgestuft, da parallel die Autobahn 57 verläuft.

## N 97bis
Die Route nationale 97Bis, kurz N 97Bis oder RN 97Bis, war von 1964 bis 1967 eine parallele Schnellstraße zur N 97 zwischen Toulon und La Valette-du-Var. Sie wurde zur Autobahn C 52 umgestuft und trägt seit 1982 die Nummer A 57.